# سیارک ۴۸۶۱
سیارک ۴۸۶۱ (به انگلیسی: 4861 Nemirovskij، نامگذاری:1987QU10) چهار هزار و هشتصد و شصت و یکمین سیارک کشف شده‌است که در ۲۷ اوت ۱۹۸۷ کشف شد.
قدر مطلق سیارک برابر ۱۲٫۸۰ است.